# Cantone di Sierck-les-Bains
Il Cantone di Sierck-les-Bains era una divisione amministrativa dell'arrondissement di Thionville-Est.
È stato soppresso a seguito della riforma complessiva dei cantoni del 2014, che è entrata in vigore con le elezioni dipartimentali del 2015.
Comprendeva i comuni di:
- Apach
- Contz-les-Bains
- Flastroff
- Grindorff-Bizing
- Halstroff
- Haute-Kontz
- Hunting
- Kerling-lès-Sierck
- Kirsch-lès-Sierck
- Kirschnaumen
- Laumesfeld
- Launstroff
- Malling
- Manderen
- Merschweiller
- Montenach
- Rémeling
- Rettel
- Ritzing
- Rustroff
- Sierck-les-Bains
- Waldweistroff
- Waldwisse